# Falling in Between Live
Falling in Between Live — четвертий концертний альбом американського гурту Toto, випущений у 2007 році, лейблом Eagle Records. Альбом ґрунтується на запису паризького виступу гурту, який відбувся 26 березня 2007 року, у концертному залі Le Zenith.
Також існує відео-версія цього виступу, яка була видана на DVD.

## Список композицій

### Диск 1
1. «Falling In Between» -5:22
2. «King of the World» -5:32
3. «Pamela» -5:42
4. «Bottom of Your Soul» -7:04
5. «Caught in the Balance» -6:44
6. «Don't Chain My Heart» -5:37
7. «Hold the Line» -4:22
8. «Stop Loving You» -3:22
9. «I'll Be over You» -2:29
10. «Cruel» -2:44
11. «Greg Solo» -6:21

### Диск 2
1. «Rosanna» -9:19
2. «I'll Supply the Love» -1:56
3. «Isolation» -2:50
4. «Gift of Faith» -2:37
5. «Kingdom Of Desire» -2:51
6. «Luke Solo» -6:07
7. «Hydra» -2:04
8. «Simon Solo» -3:42
9. «Taint Your World» -2:07
10. «Gypsy Train» -7:10
11. «Africa» -6:15
12. «Drag Him To The Roof» -9:14